# Román Rodríguez
Román Rodríguez Rodríguez (La Aldea de San Nicolás, Gran Canaria, 1 de marzo de 1956) es un político español. Fue Presidente del Gobierno de Canarias entre el 17 de julio de 1999 y el 8 de julio de 2003.

## Biografía
Licenciado en Medicina y Cirugía por la Universidad de La Laguna, trabajó como médico asistencial durante varios años y, asimismo, como profesor universitario.
Activista del movimiento estudiantil contra la dictadura franquista, formó parte de la Unión del Pueblo Canario (UPC) y, tras su disolución, de la Unión de Nacionalistas de Izquierdas (UNI). 
Participó durante los años ochenta del siglo XX en distintos movimientos sociales, especialmente los vinculados a la defensa de la sanidad pública, entre ellos la Organización Canaria para la Defensa de la Salud (OCDS) o los comités anti-SIDA. 
En 1991 se integra en Iniciativa Canaria (ICAN), organización que, junto a otros partidos, crea Coalición Canaria (CC) en 1993. 
Fue director general de Asistencia Sanitaria de 1993 a 1995. En 1995 es elegido director del Servicio Canario de la Salud (con rango de viceconsejero), correspondiéndole la negociación de las transferencias sanitarias y el impulso al significativo desarrollo de instalaciones sanitarias -centros de salud y hospitales- que Canarias llevó a cabo a partir de 1996. 
De 1999 a 2003 fue presidente del Gobierno de Canarias. Durante su etapa presidencial se aprueba la Ley que protege al barranco de Veneguera (pese a la oposición de algunos dirigentes de su partido), la moratoria turística de 2001 y las leyes de directrices de Ordenación General y de directrices de Ordenación del turismo de Canarias, en 2003; estas últimas abogan por limitaciones al crecimiento y por la no ocupación de nuevo suelo, apostando por calidad frente a cantidad, la renovación de la planta obsoleta y la reforma de las ciudades turísticas. 
Asimismo, desde la Presidencia del Gobierno de Canarias impulsa la creación de un Comité de expertos sobre población e inmigración en Canarias, multidisciplinar en lo académico y plural en el ámbito político, que presentó sus conclusiones en el año 2003.
En las elecciones generales del 2004 es elegido diputado en el Congreso por Las Palmas, encabezando la lista de Coalición Canaria. Ejerció como presidente de la Comisión de Administraciones Públicas del Congreso de los Diputados desde mayo de 2004 hasta junio de 2007.
A partir de 2004 comenzaron a hacerse más patentes las tensiones internas de Coalición Canaria -por la progresiva pérdida de sus equilibrios ideológicos y territoriales- y Román Rodríguez encabezó un sector crítico que se desligó de esta formación, creando un nuevo grupo político denominado Nueva Canarias.
Entre 2007 y 2011, ya como líder de Nueva Canarias, ejerce como vicepresidente y consejero de Desarrollo Económico, Obras Públicas e Infraestructuras del Cabildo Insular de Gran Canaria. 
Y en el Parlamento de Canarias forma parte de la oposición desde 2011, planteando iniciativas como la reforma del sistema electoral canario, la implantación de una tasa turística o el Plan contra la Pobreza.
Tras las elecciones de mayo de 2019 su partido firma el denominado Pacto de Progreso con PSOE, Si Podemos Canarias y ASG, siendo designado vicepresidente del Ejecutivo canario y consejero de Hacienda, Presupuestos y Asuntos Europeos.
En el plano partidario impulsa en el V Congreso de Nueva Canarias (celebrado en abril de 2022) la adopción del canarismo por su formación política, entendido este como un espacio plural en el que no solo caben los nacionalistas sino también autonomistas, insularistas o soberanistas, desde la defensa del incremento del autogobierno por parte de organizaciones de estricta obediencia canaria.

## Cargos desempeñados
- Director general de Asistencia Sanitaria de Canarias (1993-1995)
- Director del Servicio Canario de Salud (1995-1999)
- Diputado por Gran Canaria en el Parlamento de Canarias (1999-2004)
- Presidente del Gobierno de Canarias (1999-2003)
- Diputado por Gran Canaria en el Congreso de los Diputados (2004-2008)
- Vicepresidente del Cabildo de Gran Canaria y consejero de Desarrollo Económico, Obras Públicas e Infraestructuras (2007-2011)
- Diputado por Gran Canaria en el Parlamento de Canarias (2011-2023)
- Vicepresidente del Gobierno de Canarias y consejero de Hacienda, Presupuestos y Asuntos Europeos (2019-2023)